# Maurício de Sully
Maurício de Sully (em francês Maurice de Sully) foi bispo de Paris desde 1160 até sua morte.

## Biografia
Nascido em Sully-sur-Loire, perto de Orleães, no início do século XII, Maurício chegou a Paris em 1140 para estudar teologia. Em 1160 foi eleito bispo da cidade graças à influência de Luís VII de França, sucedendo assim ao eminente teólogo Pedro Lombardo.
Manteve boa relação com a monarquia francesa, sendo uma das pessoas encarregadas de guardar o testamento real quando o rei Luís VII participou da Segunda Cruzada em 1190 e batizando Filipe Augusto, herdeiro deste. Na disputa que envolveu Tomás Becket e o rei Henrique II de Inglaterra sobre os privilégios da Igreja, Sully tomou partido de Becket, como atestado por três cartas suas sobre o tema dirigidas ao Papa Alexandre III.
Maurício é lembrado como o construtor da Catedral de Notre-Dame de Paris, começada durante seu bispado em 1163 e em grande parte completada antes de sua morte. São-lhe atribuídos vários sermões em latim dirigidos aos clérigos, posteriormente traduzidos ao vernáculo e muito difundidos durante a Idade Média.